# Calliotropis tiara
Calliotropis tiara là một loài ốc biển, là động vật thân mềm chân bụng sống ở biển thuộc họ Solariellidae.

## Miêu tả
Độ dài vỏ lớn nhất ghi nhận được là 5.6 mm.

## Môi trường sống
Độ sâu nhỏ nhất ghi nhận được là 350 m. Độ sâu lớn nhất ghi nhận được là 1966 m.